# St. Trinitatis (Immenrode)

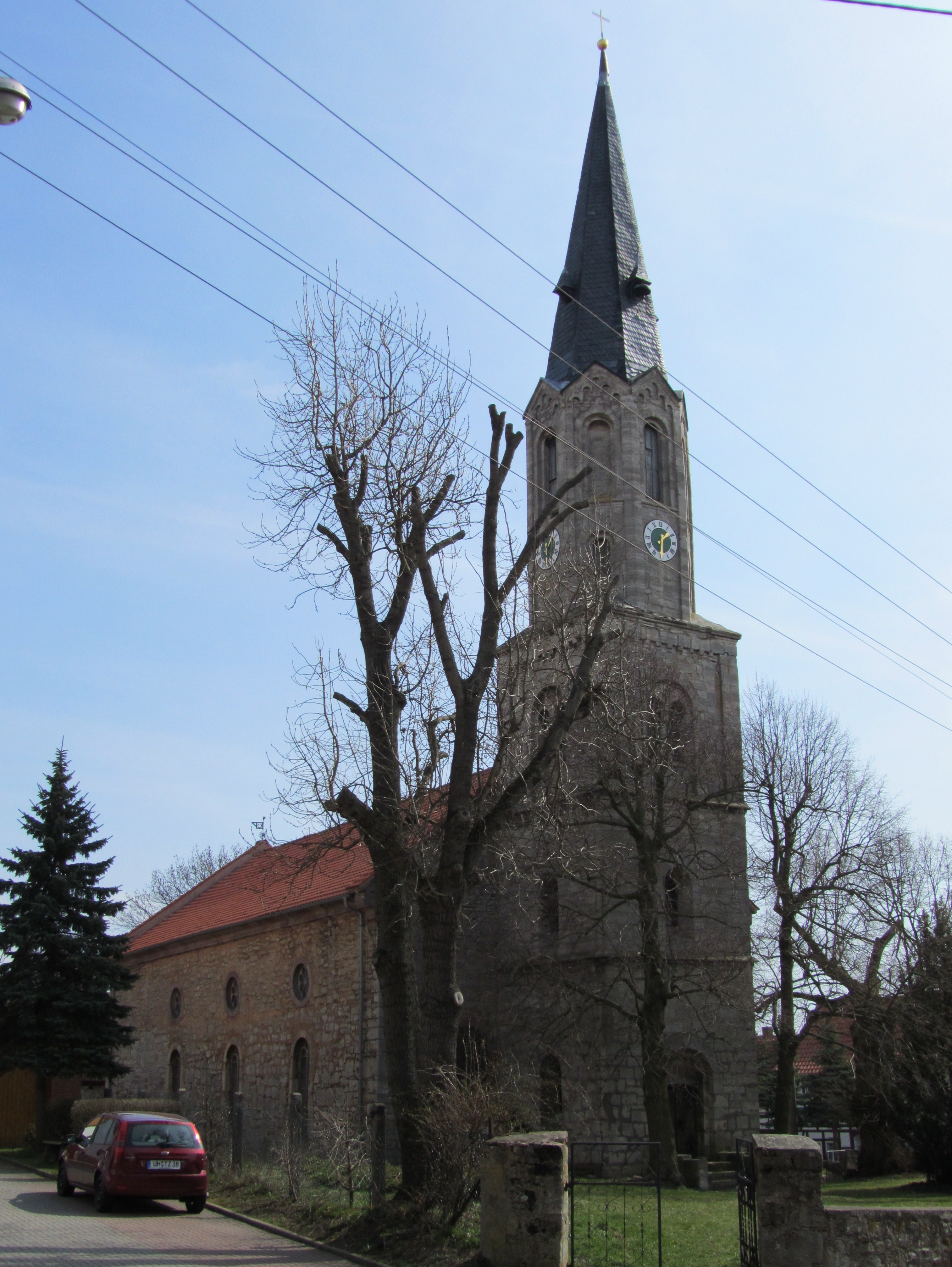
Immenrode, St. Trinitatis

Die evangelisch-lutherische Pfarrkirche St. Trinitatis steht in Immenrode, einem Ortsteil der Kreisstadt Sondershausen im Kyffhäuserkreis von Thüringen. Die Kirchengemeinde Immenrode gehört zum Pfarrbereich Holzthaleben der Pfarrei Ebeleben-Holzthaleben im Kirchenkreis Bad Frankenhausen-Sondershausen der Evangelischen Kirche in Mitteldeutschland.

## Beschreibung
Die Saalkirche in neuromanischen Formen wurde 1874 bis 1876 errichtet, nachdem ein Brand den barocken Vorgängerbau zerstört hatte. Im Westen steht ein dreigeschossiger Kirchturm auf quadratischem Grundriss. Er hat einen oktogonalen Aufsatz mit einem spitzen Helm. Der Innenraum ist mit einem hölzernen Tonnengewölbe überspannt und hat an drei Seiten zweigeschossige Emporen. Die einheitliche Kirchenausstattung stammt aus der Bauzeit. Der Flügelaltar, um 1520 entstanden, er stammt aus der ehemaligen Kapelle der Burg Straußberg, ist ausgelagert. Der Schrein in seiner Mitte hat die geschnitzte Figur eines Marienbildnisses, umgeben von den heiligen Elisabeth und Barbara. Die Seitenflügel wurden 1582 nachträglich mit Malereien versehen.
Die Orgel mit 20 Registern, verteilt auf zwei Manuale und Pedal, wurde im 19. Jahrhundert von einem unbekannten Orgelbauer gebaut.